# Fiebrigella atritibia
Fiebrigella atritibia är en tvåvingeart som först beskrevs av Curtis W. Sabrosky 1951.  Fiebrigella atritibia ingår i släktet Fiebrigella och familjen fritflugor. Inga underarter finns listade i Catalogue of Life.